# Placówka Straży Celnej „Prosna”

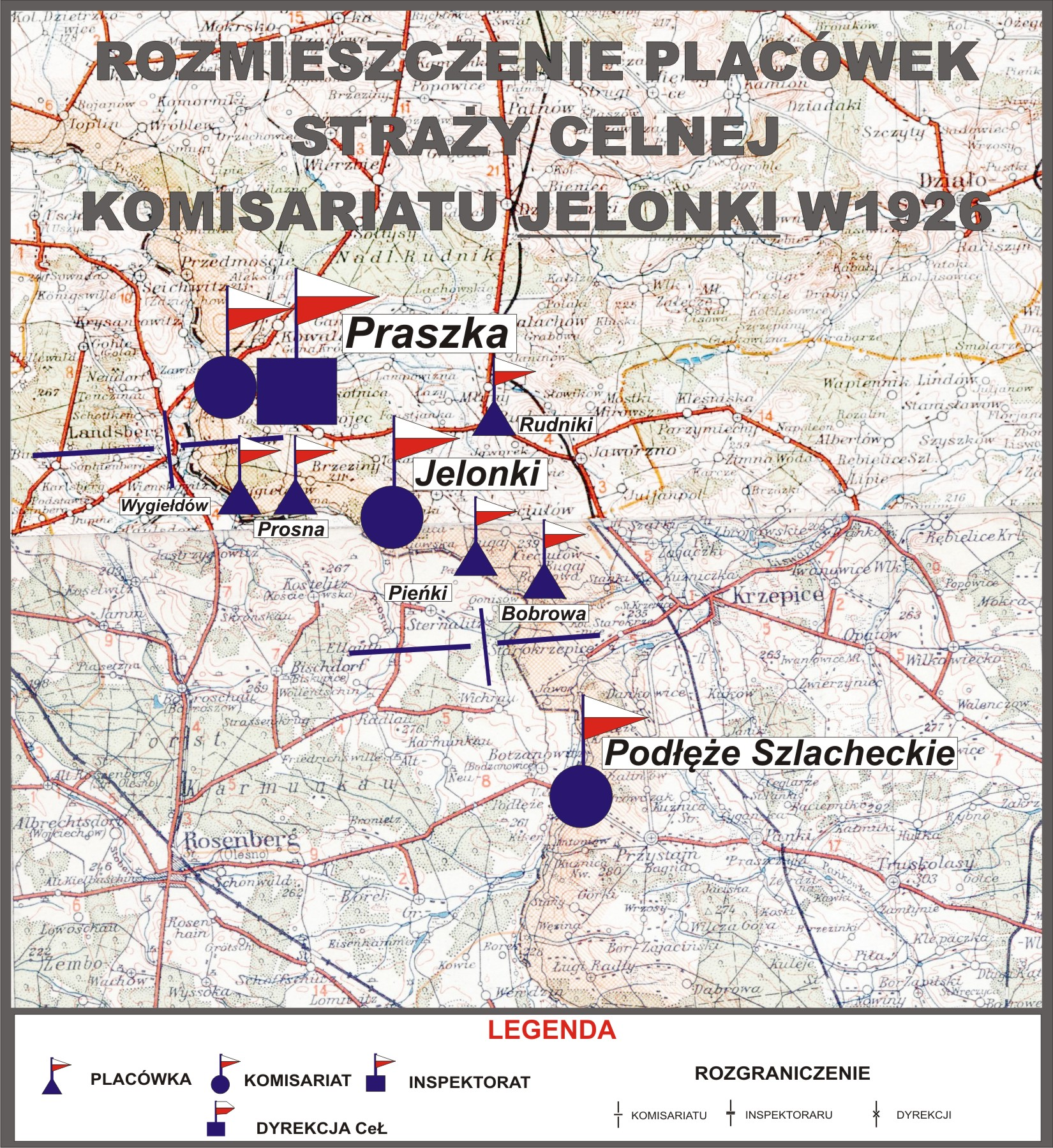
Rozmieszczenie placówek SC Komisariatu Jelonki

Placówka Straży Celnej „Prosna” – jednostka organizacyjna Straży Celnej pełniąca w okresie międzywojennym służbę ochronną na granicy polsko-niemieckiej.

## Formowanie i zmiany organizacyjne
Na wniosek Ministerstwa Skarbu, uchwałą z 10 marca 1920 roku, powołano do życia Straż Celną. Od połowy 1921 roku jednostki Straży Celnej rozpoczęły przejmowanie odcinków granicy od pododdziałów Batalionów Celnych. W 1921 roku w Żytniowie stacjonował sztab 4 kompanii 5 batalionu celnego. 4 kompania celna jedną ze swoich placówek wystawiła w Prosnej. Proces tworzenia Straży Celnej trwał do końca 1922 roku. Placówka Straży Celnej „Prosna” weszła w podporządkowanie komisariatu Straży Celnej „Jelonki” z Inspektoratu SC „Praszka”.
W drugiej połowie 1927 roku przystąpiono do gruntownej reorganizacji Straży Celnej. W praktyce skutkowało to rozwiązaniem tej formacji granicznej. Ochronę północnej, zachodniej i południowej granicy państwa przejęła powołana z dniem 2 kwietnia 1928 roku  Straż Graniczna.
Rozkazem nr 11 z 9 stycznia 1930 roku reorganizacji Wielkopolskiego Inspektoratu Okręgowego komendant Straży Granicznej płk Jan Jur-Gorzechowski ustalił nową organizację komisariatu SG „Jaworzno” i przeniósł jego siedzibę do Rudnik. Placówka SG I linii „Prosna” znalazła się w nowej strukturze.

## Funkcjonariusze placówki
Kierownicy placówki
| stopień          | imię i nazwisko, numer | okres pełnienia służby | kolejne stanowisko |
| ---------------- | ---------------------- | ---------------------- | ------------------ |
| starszy strażnik | Seweryn Domański (831) | był w 1926             |                    |

Obsada personalna placówki w 1926:
- starszy strażnik Seweryn Domański
- strażnik Antoni Kapicki (696)
- strażnik Władysław Waligórski (767)
- strażnik Klemens Moczulewski (803)
- strażnik Stefan Kazimierczak (493)
- strażnik Edmund Kruszko (740)
- strażnik Aleksander Zawadzki (682)
- strażnik Feliks Pawlik